# Список вулканів США
Ця стаття містить список вулканів у Сполучених Штатах та на їхніх територіях.

## Аляска
| Назва                        | Висота (м) | Розташування                                                                    | Останнє виверження              |
| ---------------------------- | ---------- | ------------------------------------------------------------------------------- | ------------------------------- |
| Алагогшак                    | 1675       | 59°9′26″ пн. ш. 155°23′54″ зх. д. / 59.15722° пн. ш. 155.39833° зх. д.          | 43 тис. ± 8 тис. років тому     |
| Амак                         | 488        | 55°25′26″ пн. ш. 163°8′57″ зх. д. / 55.42389° пн. ш. 163.14917° зх. д.          | 1796                            |
| Блек-Пік                     | 1032       | 56°33′11″ пн. ш. 158°47′12″ зх. д. / 56.55306° пн. ш. 158.78667° зх. д.         | 1900 рік до н. е. ± 150 років   |
| Богослоф                     | 150        | 53°56′0″ пн. ш. 168°2′0″ зх. д. / 53.93333° пн. ш. 168.03333° зх. д.            | 2017                            |
| Булдир                       | 656        | 52°21′0″ пн. ш. 175°54′38″ зх. д. / 52.35000° пн. ш. 175.91056° зх. д.          | Голоцен                         |
| Баззард-Крік                 | 830        | 64°3′40″ пн. ш. 148°24′55″ зх. д. / 64.06111° пн. ш. 148.41528° зх. д.          | 1050 рік до н. е.               |
| Капітал                      | 2356       | 62°43′ пн. ш. 144°10′ зх. д. / 62.717° пн. ш. 144.167° зх. д.                   | 1,02 млн років тому             |
| Чагулак                      | 1142       | 52°34′36″ пн. ш. 171°8′0″ зх. д. / 52.57667° пн. ш. 171.13333° зх. д.           | невідомо                        |
| Давидоф                      | 328        | 51°57′15.12″ пн. ш. 178°19′33.6″ сх. д. / 51.9542000° пн. ш. 178.326000° сх. д. | Ймовірно, Голоцен               |
| Девілз Деск                  | 1954       | 58°5′ пн. ш. 153°3′ зх. д. / 58.083° пн. ш. 153.050° зх. д.                     | 245 тис. років тому             |
| Подвійний Льодовик           | 1239       | 60°40′48″ пн. ш. 152°37′12″ зх. д. / 60.68000° пн. ш. 152.62000° зх. д.         | Плейстоцен                      |
| Еспенберг                    | 243        | 66°35′ пн. ш. 164°33′ зх. д. / 66.583° пн. ш. 164.550° зх. д.                   | 17 500 років до н.е             |
| Форпікд                      | 2105       | 58°46′12″ пн. ш. 153°40′20″ зх. д. / 58.77000° пн. ш. 153.67222° зх. д.         | 2006                            |
| Фрості Пік                   | 1920       | 55°4′55.2″ пн. ш. 162°53′38.4″ зх. д. / 55.082000° пн. ш. 162.894000° зх. д.    | Пізній Плейстоцен або пізніше   |
| Гарелой                      | 1573       | 51°47′25″ пн. ш. 178°47′38″ зх. д. / 51.79028° пн. ш. 178.79389° зх. д.         | 1989                            |
| Великий Сіткін               | 1740       | 52°4′34″ пн. ш. 176°7′48″ зх. д. / 52.07611° пн. ш. 176.13000° зх. д.           | активний                        |
| Хейс                         | 3034       | 61°38′25″ пн. ш. 152°24′41″ зх. д. / 61.64028° пн. ш. 152.41139° зх. д.         | 1200 ± 300 років                |
| Озеро Імурук                 | 610        | 65°36′0″ пн. ш. 163°55′0″ зх. д. / 65.60000° пн. ш. 163.91667° зх. д.           | 300                             |
| Інгакслугват Хіллс           | 190        | 61°26′0″ пн. ш. 164°28′0″ зх. д. / 61.43333° пн. ш. 164.46667° зх. д.           | Голоцен                         |
| Ісаноцький Пікс              | 2446       | 54°45′54″ пн. ш. 163°43′21″ зх. д. / 54.76500° пн. ш. 163.72250° зх. д.         | невідомо                        |
| Кагаміл                      | 893        | 52°58′25″ пн. ш. 169°43′0″ зх. д. / 52.97361° пн. ш. 169.71667° зх. д.          | 1929                            |
| Касаточий острів             | 314        | 52°10′39″ пн. ш. 175°30′30″ зх. д. / 52.17750° пн. ш. 175.50833° зх. д.         | 2008                            |
| Кеджулік                     | 1517       | 58°01′33″ пн. ш. 155°39′17″ зх. д. / 58.02583° пн. ш. 155.65472° зх. д.         | невідомо                        |
| Киска                        | 1220       | 52°6′11.16″ пн. ш. 177°36′12.6″ сх. д. / 52.1031000° пн. ш. 177.603500° сх. д.  | 1990                            |
| Острів Конюдзі               | 273        | 52°13′0″ пн. ш. 175°8′0″ зх. д. / 52.21667° пн. ш. 175.13333° зх. д.            | 1150 рік до н. е.               |
| Кукулігіт                    | 673        | 63°36′0″ пн. ш. 170°26′0″ зх. д. / 63.60000° пн. ш. 170.43333° зх. д.           | Голоцен                         |
| Коровінський                 | 1533       | 52°22′54″ пн. ш. 174°9′57″ зх. д. / 52.38167° пн. ш. 174.16583° зх. д.          | 2007                            |
| Малий Сіткін                 | 1174       | 51°57′0″ пн. ш. 178°32′35″ зх. д. / 51.95000° пн. ш. 178.54306° зх. д.          | 1830                            |
| Адагдак                      | 645        | 51°59′16″ пн. ш. 176°35′30″ зх. д. / 51.98778° пн. ш. 176.59167° зх. д.         | 210 тис. ± 5 тис. років тому    |
| Акутан                       | 1303       | 54°8′4″ пн. ш. 165°59′10″ зх. д. / 54.13444° пн. ш. 165.98611° зх. д.           | 1996                            |
| Амукта                       | 1066       | 52°30′0″ пн. ш. 171°15′8″ зх. д. / 52.50000° пн. ш. 171.25222° зх. д.           | 1997                            |
| Аніакчак                     | 1341       | 56°53′0″ пн. ш. 158°10′0″ зх. д. / 56.88333° пн. ш. 158.16667° зх. д.           | 1931                            |
| Августіна                    | 1252       | 59°21′48″ пн. ш. 153°26′0″ зх. д. / 59.36333° пн. ш. 153.43333° зх. д.          | 2005                            |
| Блекберн                     | 4996       | 61°43′54″ пн. ш. 143°25′59″ зх. д. / 61.73167° пн. ш. 143.43306° зх. д.         | 3,4 млн років тому              |
| Бона                         | 5005       | 61°23′6″ пн. ш. 141°45′3″ зх. д. / 61.38500° пн. ш. 141.75083° зх. д.           | 847                             |
| Карлайл                      | 1620       | 52°53′38″ пн. ш. 170°3′15″ зх. д. / 52.89389° пн. ш. 170.05417° зх. д.          | 1987                            |
| Чігінагак                    | 2221       | 57°8′6″ пн. ш. 156°59′24″ зх. д. / 57.13500° пн. ш. 156.99000° зх. д.           | 1998                            |
| Черчилль                     | 4766       | 61°25′9″ пн. ш. 141°42′55″ зх. д. / 61.41917° пн. ш. 141.71528° зх. д.          | 700 ± 200 років                 |
| Клівленд                     | 1730       | 52°49′30″ пн. ш. 169°56′38″ зх. д. / 52.82500° пн. ш. 169.94389° зх. д.         | 2020                            |
| Дана                         | 1354       | 55°38′28″ пн. ш. 161°12′50″ зх. д. / 55.64111° пн. ш. 161.21389° зх. д.         | 1890 рік до н. е.               |
| Денісон                      | 2318       | 58°25′4″ пн. ш. 154°26′57″ зх. д. / 58.41778° пн. ш. 154.44917° зх. д.          | Ймовірно, Голоцен               |
| Дуглас                       | 2140       | 58°51′19″ пн. ш. 153°32′31″ зх. д. / 58.85528° пн. ш. 153.54194° зх. д.         | Ймовірно, Голоцен               |
| Драм                         | 3661       | 62°6′0″ пн. ш. 144°30′0″ зх. д. / 62.10000° пн. ш. 144.50000° зх. д.            | близько 250 тис. років тому     |
| Даттон                       | 1506       | 55°10′5″ пн. ш. 162°16′18″ зх. д. / 55.16806° пн. ш. 162.27167° зх. д.          | Голоцен                         |
| Еджком                       | 970        | 57°3′0″ пн. ш. 135°45′0″ зх. д. / 57.05000° пн. ш. 135.75000° зх. д.            | 2220 до н.е. ± 100 років        |
| Еммонс                       | 1436       | 55°20′26″ пн. ш. 164°4′43″ зх. д. / 55.34056° пн. ш. 164.07861° зх. д.          | понад 10 тис. років тому        |
| Фішер                        | 1112       | 54°39′0″ пн. ш. 164°26′0″ зх. д. / 54.65000° пн. ш. 164.43333° зх. д.           | 1830                            |
| Гілберт                      | 818        | 54°15′7.56″ пн. ш. 165°39′43.2″ зх. д. / 54.2521000° пн. ш. 165.662000° зх. д.  | Невідомо, фумароли до 1948 року |
| Гордон                       | 2755       | 62°8′0″ пн. ш. 143°5′0″ зх. д. / 62.13333° пн. ш. 143.08333° зх. д.             | Голоцен                         |
| Ґріггс                       | 2317       | 58°21′14″ пн. ш. 155°5′30″ зх. д. / 58.35389° пн. ш. 155.09167° зх. д.          | 1790 р. до н.е. ± 40 років      |
| Герберт                      | 1280       | 52°44′32″ пн. ш. 170°6′38″ зх. д. / 52.74222° пн. ш. 170.11056° зх. д.          | невідомо                        |
| Іліамна                      | 3053       | 60°1′55″ пн. ш. 153°5′25″ зх. д. / 60.03194° пн. ш. 153.09028° зх. д.           | 1876                            |
| Джарвіс                      | 4091       | 62°1′4″ пн. ш. 143°37′2″ зх. д. / 62.01778° пн. ш. 143.61722° зх. д.            | 1 млн років тому                |
| Кагуяк                       | 901        | 58°36′30″ пн. ш. 154°1′40″ зх. д. / 58.60833° пн. ш. 154.02778° зх. д.          | 1650 рік до н.е                 |
| Канага                       | 1307       | 51°55′22″ пн. ш. 177°10′4″ зх. д. / 51.92278° пн. ш. 177.16778° зх. д.          | 2012                            |
| Катмай                       | 2047       | 58°16′47″ пн. ш. 154°57′48″ зх. д. / 58.27972° пн. ш. 154.96333° зх. д.         | 1912                            |
| Кіалагвік                    | 1575       | 57°12′10″ пн. ш. 156°44′43″ зх. д. / 57.20278° пн. ш. 156.74528° зх. д.         | Голоцен                         |
| Кукак                        | 2043       | 58°27′10″ пн. ш. 154°21′18″ зх. д. / 58.45278° пн. ш. 154.35500° зх. д.         | Голоцен                         |
| Купреаноф                    | 1895       | 56°0′40″ пн. ш. 159°47′50″ зх. д. / 56.01111° пн. ш. 159.79722° зх. д.          | 1987                            |
| Магейк                       | 2165       | 58°11′41″ пн. ш. 155°15′10″ зх. д. / 58.19472° пн. ш. 155.25278° зх. д.         | 500 до н.е. ± 50 років          |
| Вулкан Макушина              | 1800       | 53°53′27″ пн. ш. 165°55′22″ зх. д. / 53.89083° пн. ш. 165.92278° зх. д.         | 1995                            |
| Мартін                       | 1863       | 58°10′20″ пн. ш. 155°21′40″ зх. д. / 58.17222° пн. ш. 155.36111° зх. д.         | 1953                            |
| Моффетт                      | 1196       | 51°56′38″ пн. ш. 176°44′48″ зх. д. / 51.94389° пн. ш. 176.74667° зх. д.         | 1600 рік до н.е.                |
| Окмок                        | 1073       | 53°26′0″ пн. ш. 168°8′0″ зх. д. / 53.43333° пн. ш. 168.13333° зх. д.            | 2008                            |
| Вулкан Павлова               | 2519       | 55°25′0″ пн. ш. 161°53′15″ зх. д. / 55.41667° пн. ш. 161.88750° зх. д.          | 2022                            |
| Речешной                     | 1984       | 53°9′24″ пн. ш. 168°32′20″ зх. д. / 53.15667° пн. ш. 168.53889° зх. д.          | 3000 років тому                 |
| Редаут                       | 3108       | 60°29′7″ пн. ш. 152°44′31″ зх. д. / 60.48528° пн. ш. 152.74194° зх. д.          | 2009                            |
| Санфорд                      | 4949       | 62°13′0″ пн. ш. 144°8′0″ зх. д. / 62.21667° пн. ш. 144.13333° зх. д.            | 320 тис. років тому             |
| Сегула                       | 1160       | 52°0′55″ пн. ш. 178°8′8″ зх. д. / 52.01528° пн. ш. 178.13556° зх. д.            | Кілька сотень років тому        |
| Вулкан Сергієва              | 560        | 52°2′0″ пн. ш. 174°56′0″ зх. д. / 52.03333° пн. ш. 174.93333° зх. д.            | Плейстоцен                      |
| Вулкан Шишалдина             | 2857       | 54°45′20″ пн. ш. 163°58′0″ зх. д. / 54.75556° пн. ш. 163.96667° зх. д.          | активний                        |
| Спурр                        | 3374       | 61°17′58″ пн. ш. 152°15′4″ зх. д. / 61.29944° пн. ш. 152.25111° зх. д.          | 1992                            |
| Стеллер                      | 2272       | 58°26′0″ пн. ш. 154°24′0″ зх. д. / 58.43333° пн. ш. 154.40000° зх. д.           | ймовірно Голоцен                |
| Такаванга                    | 1449       | 51°52′22″ пн. ш. 178°0′20″ зх. д. / 51.87278° пн. ш. 178.00556° зх. д.          | Останні кілька сотень років     |
| Танага                       | 1806       | 51°53′6″ пн. ш. 178°8′45″ зх. д. / 51.88500° пн. ш. 178.14583° зх. д.           | 1914                            |
| Вулкан Веніамінова           | 2507       | 56°10′0″ пн. ш. 159°23′0″ зх. д. / 56.16667° пн. ш. 159.38333° зх. д.           | 2021                            |
| Вулкан Всевідоф              | 2149       | 53°7′48″ пн. ш. 168°41′35″ зх. д. / 53.13000° пн. ш. 168.69306° зх. д.          | 1957                            |
| Вестдаль                     | 1654       | 54°31′6″ пн. ш. 164°39′0″ зх. д. / 54.51833° пн. ш. 164.65000° зх. д.           | 1992                            |
| Вулкан Врангеля              | 4317       | 62°0′0″ пн. ш. 144°1′12″ зх. д. / 62.00000° пн. ш. 144.02000° зх. д.            | 1999                            |
| Новарупта                    | 841        | 58°16′0″ пн. ш. 155°9′24″ зх. д. / 58.26667° пн. ш. 155.15667° зх. д.           | 1912                            |
| Нунівак                      | 511        | 60°1′0″ пн. ш. 166°20′0″ зх. д. / 60.01667° пн. ш. 166.33333° зх. д.            | 300 тис. років тому             |
| Вулкан сестри Павлова        | 2142       | 55°27′10″ пн. ш. 161°50′35″ зх. д. / 55.45278° пн. ш. 161.84306° зх. д.         | 1786                            |
| Погромний                    | 2002       | 54°34′12″ пн. ш. 164°51′0″ зх. д. / 54.57000° пн. ш. 164.85000° зх. д.          | пізній плейстоцен               |
| Пріндл                       |            | 63°43′12″ пн. ш. 141°37′12″ зх. д. / 63.72000° пн. ш. 141.62000° зх. д.         | Плейстоцен                      |
| Пайр Пік                     | 1054       | 52°18′55″ пн. ш. 172°35′30″ зх. д. / 52.31528° пн. ш. 172.59167° зх. д.         | 1993                            |
| Раундтоп                     | 1871       | 54°48′0″ пн. ш. 163°35′20″ зх. д. / 54.80000° пн. ш. 163.58889° зх. д.          | 9,1-10 тис. років тому          |
| Сент-Пол                     | 203        | 57°11′0″ пн. ш. 170°18′0″ зх. д. / 57.18333° пн. ш. 170.30000° зх. д.           | 1280 рік до н. е. ± 40 років    |
| Семисопочний                 | 1221       | 51°56′0″ пн. ш. 179°35′0″ зх. д. / 51.93333° пн. ш. 179.58333° зх. д.           | 2023                            |
| Снігова гора                 | 2162       | 58°20′8″ пн. ш. 154°40′55″ зх. д. / 58.33556° пн. ш. 154.68194° зх. д.          | 1710 ± 200 років                |
| Вулканічне поле Сент-Майкл   | 715        | 63°27′0″ пн. ш. 162°7′0″ зх. д. / 63.45000° пн. ш. 162.11667° зх. д.            | Більше ніж 500 до н.е.          |
| Вулканічне поле Сент-Майкл   | 715        | 63°27′0″ пн. ш. 162°7′0″ зх. д. / 63.45000° пн. ш. 162.11667° зх. д.            | Протягом 3000 років             |
| Сент-Пол                     | 203        | 57°11′0″ пн. ш. 170°18′0″ зх. д. / 57.18333° пн. ш. 170.30000° зх. д.           | 1280 рік до н. е. ± 40 років    |
| Степовак Бей                 | 1555       | 55°56′0″ пн. ш. 160°0′0″ зх. д. / 55.93333° пн. ш. 160.00000° зх. д.            | Ймовірно Плейстоцен             |
| Тейбл Топ-Вайд Бей           | 792        | 53°58′5″ пн. ш. 166°40′38″ зх. д. / 53.96806° пн. ш. 166.67722° зх. д.          | Голоцен                         |
| Тана                         | 1170       | 52°49′48″ пн. ш. 169°16′12″ зх. д. / 52.83000° пн. ш. 169.27000° зх. д.         | Середньопізній Голоцен          |
| Протока Тлевак-острів Суемез | 50         | 55°15′0″ пн. ш. 133°18′0″ зх. д. / 55.25000° пн. ш. 133.30000° зх. д.           | Голоцен/Голоценова дегляціація  |
| Трідент                      | 1864       | 58°14′8″ пн. ш. 155°6′0″ зх. д. / 58.23556° пн. ш. 155.10000° зх. д.            | 1975                            |
| Угашик-Пеулік                | 1474       | 57°45′3″ пн. ш. 156°22′5″ зх. д. / 57.75083° пн. ш. 156.36806° зх. д.           | 1814                            |
| Маари Укинрек                | 91         | 57°49′54″ пн. ш. 156°30′35″ зх. д. / 57.83167° пн. ш. 156.50972° зх. д.         | 1977                            |
| Уляга                        | 888        | 53°3′54″ пн. ш. 169°46′0″ зх. д. / 53.06500° пн. ш. 169.76667° зх. д.           | Голоцен                         |
| Янтарний                     | 1345       | 57°1′17″ пн. ш. 157°11′6″ зх. д. / 57.02139° пн. ш. 157.18500° зх. д.           | 800 до н.е. ± 500 років         |
| Юнаска                       | 550        | 52°38′34″ пн. ш. 170°37′43″ зх. д. / 52.64278° пн. ш. 170.62861° зх. д.         | 1937                            |

## Американське Самоа
| Назва       | Висота (м) | Розташування                                                              | Останнє виверження                                         |
| ----------- | ---------- | ------------------------------------------------------------------------- | ---------------------------------------------------------- |
| Малумалу    | -145       | 14°36′29″ пд. ш. 169°47′06″ зх. д. / 14.60806° пд. ш. 169.78500° зх. д.   | останні 8000 років                                         |
| Тау         | 931        | 14°14′0″ пд. ш. 169°28′0″ зх. д. / 14.23333° пд. ш. 169.46667° зх. д.     | 30 тис. років тому                                         |
| Офу-Олосега | 639        | 14°10′30″ пд. ш. 169°37′4.8″ зх. д. / 14.17500° пд. ш. 169.618000° зх. д. | 1866 безіменне виверження підводного конуса                |
| Тутуїла     | 653        | 14°17′42″ пд. ш. 170°42′0″ зх. д. / 14.29500° пд. ш. 170.70000° зх. д.    | 440 рік н. е.                                              |
| Ваїлулу'у   | -592       | 14°17′42″ пд. ш. 170°42′0″ зх. д. / 14.29500° пд. ш. 170.70000° зх. д.    | 2003 на захід від безіменної підводної кальдери та нафауни |

## Арізона
| Назва                         | Висота (м) | Розташування                                                                        | Останнє виверження        |
| ----------------------------- | ---------- | ----------------------------------------------------------------------------------- | ------------------------- |
| Арлінгтон Кон                 |            | 33°20′55.6″ пн. ш. 112°44′54.2″ зх. д. / 33.348778° пн. ш. 112.748389° зх. д.       |                           |
| Блек Боттом                   | 1930       | 35°23′54.02″ пн. ш. 111°23′42.55″ зх. д. / 35.3983389° пн. ш. 111.3951528° зх. д.   |                           |
| Колтон                        | 2246       | 35°32′42″ пн. ш. 111°38′13.2″ зх. д. / 35.54500° пн. ш. 111.637000° зх. д.          | 1075 р. н. е.             |
| Дабл                          | 2426       | 35°20′34.03″ пн. ш. 111°26′51.55″ зх. д. / 35.3427861° пн. ш. 111.4476528° зх. д.   | Плейстоцен                |
| Ленокс                        | 2208       | 35°21′35.999″ пн. ш. 111°31′47.62″ зх. д. / 35.35999972° пн. ш. 111.5298944° зх. д. |                           |
| Марун                         |            | 35°26′32.02″ пн. ш. 111°28′12.56″ зх. д. / 35.4422278° пн. ш. 111.4701556° зх. д.   |                           |
| Меріам Кон                    | 2077       | 35°18′ пн. ш. 111°18′ зх. д. / 35.300° пн. ш. 111.300° зх. д.                       | 150 тис. років тому       |
| Балді                         | 3480       | 33°54′22″ пн. ш. 109°33′46″ зх. д. / 33.90611° пн. ш. 109.56278° зх. д.             | 8-9 млн років тому        |
| Елден                         | 2834       | 35°14′28″ пн. ш. 111°35′48″ зх. д. / 35.24111° пн. ш. 111.59667° зх. д.             | 250 тис. років тому       |
| Червона гора                  | 2428       | 35°31′23″ пн. ш. 111°52′32″ зх. д. / 35.52306° пн. ш. 111.87556° зх. д.             | 740 тис. років тому       |
| Роден                         | 1659       | 35°25′37.02″ пн. ш. 111°15′27.76″ зх. д. / 35.4269500° пн. ш. 111.2577111° зх. д.   | 400 тис. років тому       |
| Сан-Франциско Пікс            | 3851       | 35°20′47″ пн. ш. 111°40′40″ зх. д. / 35.34639° пн. ш. 111.67778° зх. д.             | 92 тис. років тому        |
| Вулканічне поле Сан-Франциско |            | 35°21′51″ пн. ш. 111°30′11″ зх. д. / 35.36417° пн. ш. 111.50306° зх. д.             | 1075 рік н. е. ± 25 років |
| СП                            | 2141       | 35°34′56″ пн. ш. 111°37′55″ зх. д. / 35.58222° пн. ш. 111.63194° зх. д.             | 5500 років тому           |
| Стюарт                        |            | 35°21′39.6″ пн. ш. 111°24′14.4″ зх. д. / 35.361000° пн. ш. 111.404000° зх. д.       |                           |
| Строуберрі                    | 1989       | 35°26′32.02″ пн. ш. 111°28′12.6″ зх. д. / 35.4422278° пн. ш. 111.470167° зх. д.     | Пізній плейстоцен         |
| Сансет                        | 2447       | 35°21′51″ пн. ш. 111°30′11″ зх. д. / 35.36417° пн. ш. 111.50306° зх. д.             | 1075 рік н. е. ± 25 років |
| Уїнкаретське вулканічне поле  | 1555       | 36°13′7.93″ пн. ш. 113°4′38.74″ зх. д. / 36.2188694° пн. ш. 113.0774278° зх. д.     | 1100 рік н. е. ± 75 років |

## Каліфорнія
| Назва                                | Висота (м) | Розташування                                                                    | Останнє виверження                          |
| ------------------------------------ | ---------- | ------------------------------------------------------------------------------- | ------------------------------------------- |
| Амбой                                | 288        | 34°32′38″ пн. ш. 115°47′28″ зх. д. / 34.54389° пн. ш. 115.79111° зх. д.         | 23 млн років тому 79 000 ± 5 000 років тому |
| Біг Кейв                             | 1259       | 40°57′18″ пн. ш. 121°21′54″ зх. д. / 40.95500° пн. ш. 121.36500° зх. д.         | 38 тис. ± 7 тис. років тому                 |
| Вулканічне поле Біг Пайн             |            | 37°00′ пн. ш. 118°15′ зх. д. / 37.000° пн. ш. 118.250° зх. д.                   | 17 тис. років тому                          |
| Блек Батт                            | 1939       | 41°21′46.8″ пн. ш. 122°20′52.8″ зх. д. / 41.363000° пн. ш. 122.348000° зх. д.   | 9,5 тис. років тому                         |
| Браші-Бьютт                          | 1174       | 41°10′40.8″ пн. ш. 121°26′34.8″ зх. д. / 41.178000° пн. ш. 121.443000° зх. д.   | 12 тис. років тому                          |
| Берні                                | 2397       | 40°48′36″ пн. ш. 121°37′48″ зх. д. / 40.81000° пн. ш. 121.63000° зх. д.         | 280 тис. ± 6 тис. років тому                |
| Вулканічне поле Сіма                 | 1509       | 35°15′0″ пн. ш. 115°45′0″ зх. д. / 35.25000° пн. ш. 115.75000° зх. д.           | 15 тис. ± 5 тис. років тому                 |
| Сіндер Кон і Фантастичні пласти лави | 2105       | 40°33′0″ пн. ш. 121°19′12″ зх. д. / 40.55000° пн. ш. 121.32000° зх. д.          | 1666                                        |
| Іньо                                 | 2629       | 37°41′31.2″ пн. ш. 119°1′12″ зх. д. / 37.692000° пн. ш. 119.02000° зх. д.       | 1380 р. н. е. ± 50 років                    |
| Конокті                              | 1312       | 38°58′12″ пн. ш. 122°46′12″ зх. д. / 38.97000° пн. ш. 122.77000° зх. д.         | 11 тис. років тому                          |
| Лассен Пік                           | 3189       | 40°29′17″ пн. ш. 121°30′18″ зх. д. / 40.48806° пн. ш. 121.50500° зх. д.         | 1917                                        |
| Вулканічний центр Лассен             |            | 40°29′30″ пн. ш. 121°30′30″ зх. д. / 40.49167° пн. ш. 121.50833° зх. д.         | 1917                                        |
| Кальдера долини Лонг                 | 3390       | 37°36′0″ пн. ш. 118°48′0″ зх. д. / 37.60000° пн. ш. 118.80000° зх. д.           | 50 тис. років тому                          |
| Малапай Гілл                         | 1304       | 33°54′0″ пн. ш. 116°0′0″ зх. д. / 33.90000° пн. ш. 116.00000° зх. д.            | 15,93 ± 0,08 млн років тому                 |
| Мамонтова гора                       | 3371       | 37°37′48″ пн. ш. 119°1′48″ зх. д. / 37.63000° пн. ш. 119.03000° зх. д.          | 1260 рік н. е. ± 40 років                   |
| Медісін Лейк                         | 2412       | 41°21′36″ пн. ш. 121°19′48″ зх. д. / 41.36000° пн. ш. 121.33000° зх. д.         | 1060 рік н. е.                              |
| Моно                                 | 2796       | 37°52′48″ пн. ш. 119°0′0″ зх. д. / 37.88000° пн. ш. 119.00000° зх. д.           | 1350 рік н. е. ± 20 років                   |
| Піннаклз                             |            | 36°29′13.2″ пн. ш. 121°10′1.2″ зх. д. / 36.487000° пн. ш. 121.167000° зх. д.    | 23 млн років тому                           |
| Піпкін                               | 91         | 34°41′12″ пн. ш. 116°37′12″ зх. д. / 34.68667° пн. ш. 116.62000° зх. д.         | 770 тис. ± 40 тис. років тому               |
| Пісгах                               | 774        | 34°44′47″ пн. ш. 116°22′30″ зх. д. / 34.74639° пн. ш. 116.37500° зх. д.         | 18 тис. ± 5 тис. років тому                 |
| Ред Конс                             | 2748       | 37°34′48″ пн. ш. 119°3′0″ зх. д. / 37.58000° пн. ш. 119.05000° зх. д.           | 8500 років тому                             |
| Раунд                                | 696        | 39°02′55″ пн. ш. 122°38′11″ зх. д. / 39.04861° пн. ш. 122.63639° зх. д.         | 10 тис. років тому                          |
| Раунд Топ                            | 538        | 37°51′0″ пн. ш. 122°11′24″ зх. д. / 37.85000° пн. ш. 122.19000° зх. д.          | 10 млн років тому                           |
| Сеінт Хелена                         | 1323       | 38°40′12″ пн. ш. 122°37′48″ зх. д. / 38.67000° пн. ш. 122.63000° зх. д.         | 3,4 млн років тому                          |
| Шаста                                | 4317       | 41°24′32.4″ пн. ш. 122°11′34.8″ зх. д. / 41.409000° пн. ш. 122.193000° зх. д.   | 1250                                        |
| Саттер Баттс                         | 650        | 39°12′20.61″ пн. ш. 121°49′12.9″ зх. д. / 39.2057250° пн. ш. 121.820250° зх. д. | 1,5 млн років тому                          |
| Тумбл Баттс                          | 2191       | 40°40′48″ пн. ш. 121°33′0″ зх. д. / 40.68000° пн. ш. 121.55000° зх. д.          | 10–15 тис. років тому                       |
| Твін Баттс                           | 1631       | 40°46′48″ пн. ш. 121°36′0″ зх. д. / 40.78000° пн. ш. 121.60000° зх. д.          | 10–15 тис. років тому                       |
| Убехебе                              | 752        | 37°1′12″ пн. ш. 117°27′0″ зх. д. / 37.02000° пн. ш. 117.45000° зх. д.           | 150 рік до н. е.                            |

## Колорадо
| Назва              | Висота (м) | Розташування                                                            | Останнє виверження        |
| ------------------ | ---------- | ----------------------------------------------------------------------- | ------------------------- |
| Доцеро             | 2230       | 39°39′40″ пн. ш. 107°03′22″ зх. д. / 39.66111° пн. ш. 107.05611° зх. д. | 2200 до н. е. ± 300 років |
| Ла-Гаріта-Кальдера | 4274       | 37°43′36″ пн. ш. 106°46′28″ зх. д. / 37.72667° пн. ш. 106.77444° зх. д. | 26,3 млн. років           |
| Нью Саммер         | 3946       | 40°28′10″ пн. ш. 105°53′42″ зх. д. / 40.46944° пн. ш. 105.89500° зх. д. | 24-29 млн років тому      |
| Саммер Кун         |            | 37°46′51″ пн. ш. 106°22′09″ зх. д. / 37.78083° пн. ш. 106.36917° зх. д. | 24-34 млн років тому      |

## Гаваї
| Назва         | Висота (м) | Розташування                                                                      | Останнє виверження            |
| ------------- | ---------- | --------------------------------------------------------------------------------- | ----------------------------- |
| Даймонд-Гед   | 232        | 21°15′35″ пн. ш. 157°48′42″ зх. д. / 21.25972° пн. ш. 157.81167° зх. д.           | 400-500 тис. років тому       |
| Галеакала     | 3055       | 20°42′36″ пн. ш. 156°15′0″ зх. д. / 20.71000° пн. ш. 156.25000° зх. д.            | 1750                          |
| Бухта Ханаума | 196        | 21°16′17″ пн. ш. 157°41′40″ зх. д. / 21.27139° пн. ш. 157.69444° зх. д.           | 10-32 тис. років тому         |
| Гуалалаї      | 2521       | 19°41′24″ пн. ш. 155°52′12″ зх. д. / 19.69000° пн. ш. 155.87000° зх. д.           | 1801                          |
| Каау          | 462        | 21°19′43″ пн. ш. 157°46′21″ зх. д. / 21.32861° пн. ш. 157.77250° зх. д.           | 35-76 тис. років тому         |
| Каена Пойнт   |            | 21°34′31″ пн. ш. 158°16′57″ зх. д. / 21.57528° пн. ш. 158.28250° зх. д.           | Плейстоцен                    |
| Кахоолаве     | 450        | 20°36′0″ пн. ш. 156°36′0″ зх. д. / 20.60000° пн. ш. 156.60000° зх. д.             | 1 млн років тому              |
| Каухако       | 150        | 21°11′16″ пн. ш. 156°57′58″ зх. д. / 21.18778° пн. ш. 156.96611° зх. д.           | 230-300 тис. років тому       |
| Кавайкіні     | 1598       | 22°03′24″ пн. ш. 159°29′48″ зх. д. / 22.05667° пн. ш. 159.49667° зх. д.           | 4 млн років тому              |
| Кілауеа       | 1247       | 19°27′7.2″ пн. ш. 155°17′31.2″ зх. д. / 19.452000° пн. ш. 155.292000° зх. д.      | 2023                          |
| Когала        | 1670       | 20°5′10″ пн. ш. 155°43′2″ зх. д. / 20.08611° пн. ш. 155.71722° зх. д.             | 120 тис. років тому           |
| Коко Гайот    | 5000       | 35°15′0″ пн. ш. 171°35′0″ сх. д. / 35.25000° пн. ш. 171.58333° сх. д.             | 40 млн років тому             |
| Коко          | 368        | 21°15′41.71″ пн. ш. 157°42′10.61″ зх. д. / 21.2615861° пн. ш. 157.7029472° зх. д. | 10 тис. років тому            |
| Кулау Рейнж   | 941        | 21°22′12″ пн. ш. 157°48′0″ зх. д. / 21.37000° пн. ш. 157.80000° зх. д.            | 40 тис. років тому            |
| Ланаї         | 1026       | 20°50′0″ пн. ш. 156°56′0″ зх. д. / 20.83333° пн. ш. 156.93333° зх. д.             | 1,2 млн років тому            |
| Лоїхі         | -975       | 18°55′12″ пн. ш. 155°15′0″ зх. д. / 18.92000° пн. ш. 155.25000° зх. д.            | 1996                          |
| Махукона      | -1149      | 20°6′0″ пн. ш. 156°6′0″ зх. д. / 20.10000° пн. ш. 156.10000° зх. д.               | близько 470 тис. років тому   |
| Мауна-Кея     | 4208       | 19°48′0″ пн. ш. 155°30′0″ зх. д. / 19.80000° пн. ш. 155.50000° зх. д.             | 2460 рік до н. е. ± 100 років |
| Мауна-Лоа     | 4169       | 19°30′0″ пн. ш. 155°36′0″ зх. д. / 19.50000° пн. ш. 155.60000° зх. д.             | 2022                          |
| Вайалеале     | 1569       | 22°04′26″ пн. ш. 159°29′55″ зх. д. / 22.07389° пн. ш. 159.49861° зх. д.           |                               |
| Пуу Гаваїлоа  | 103        | 21°26′53″ пн. ш. 157°45′24″ зх. д. / 21.44806° пн. ш. 157.75667° зх. д.           |                               |
| Панчбоул      |            | 21°18′45″ пн. ш. 157°50′46″ зх. д. / 21.31250° пн. ш. 157.84611° зх. д.           | 400-500 тис. років тому       |
| Улупау        | 201        | 21°27′16″ пн. ш. 157°43′54″ зх. д. / 21.45444° пн. ш. 157.73167° зх. д.           | 400-600 тис. років тому       |
| Вайанае Рейнж | 1342       | 21°30′25″ пн. ш. 158°08′34″ зх. д. / 21.50694° пн. ш. 158.14278° зх. д.           | 2.6 млн років тому            |
| Західний Мауї | 1764       | 20°53′37″ пн. ш. 156°35′22″ зх. д. / 20.89361° пн. ш. 156.58944° зх. д.           | 320 тис. років тому           |

## Айдахо
| Назва                                                | Висота (м) | Розташування                                                            | Останнє виверження                                                               |
| ---------------------------------------------------- | ---------- | ----------------------------------------------------------------------- | -------------------------------------------------------------------------------- |
| Великий Південний Батт                               | 2298       | 43°14′24″ пн. ш. 113°0′36″ зх. д. / 43.24000° пн. ш. 113.01000° зх. д.  | 300 тис. років тому                                                              |
| Блю Крік                                             |            |                                                                         |                                                                                  |
| Національний парк «Місячні кратери»                  | 2005       | 43°25′12″ пн. ш. 113°30′0″ зх. д. / 43.42000° пн. ш. 113.50000° зх. д.  | 130 рік до н. е. ± 50 років                                                      |
| Вулканічне полеЄллоустонського плато                 | 2805       | 44°28′16″ пн. ш. 110°30′07″ зх. д. / 44.47111° пн. ш. 110.50194° зх. д. | 70 тис. років тому (магматичний) / 1350 р. до н.е. ± 200 років (гідротермальний) |
| Джуніпер Баттс                                       | 1905       | 44°12′0″ пн. ш. 111°31′48″ зх. д. / 44.20000° пн. ш. 111.53000° зх. д.  |                                                                                  |
| Менан Баттс                                          | 1713       | 43°36′0″ пн. ш. 111°30′0″ зх. д. / 43.60000° пн. ш. 111.50000° зх. д.   | 10 тис. років тому                                                               |
| Шошон                                                |            |                                                                         |                                                                                  |
| Спліт Батт                                           | 1898       | 44°15′0″ пн. ш. 111°43′48″ зх. д. / 44.25000° пн. ш. 111.73000° зх. д.  | 300 тис. років тому                                                              |
| Великий розлом (Національний парк «Місячні кратери») | 2005       | 43°27′42″ пн. ш. 113°33′46″ зх. д. / 43.46167° пн. ш. 113.56278° зх. д. | 130 рік до н. е. ± 50 років                                                      |

## Іллінойс
| Назва     | Висота (м) | Розташування                                                          | Останнє виверження     |
| --------- | ---------- | --------------------------------------------------------------------- | ---------------------- |
| Хікс Доум | 203        | 37°31′48″ пн. ш. 88°22′12″ зх. д. / 37.53000° пн. ш. 88.37000° зх. д. | 345-400 млн років тому |

## Луїзіана
| Назва     | Висота (м) | Розташування | Останнє виверження   |
| --------- | ---------- | ------------ | -------------------- |
| Дор Поінт | -2200      |              | 74-90 млн років тому |

## Мічиган
| Назва                             | Висота (м) | Розташування                                                          | Останнє виверження    |
| --------------------------------- | ---------- | --------------------------------------------------------------------- | --------------------- |
| Центральний вулкан гір Поркьюпайн | 595        | 46°46′52″ пн. ш. 89°40′51″ зх. д. / 46.78111° пн. ш. 89.68083° зх. д. | 1,093 млрд років тому |

## Міссісіпі
| Назва   | Висота (м) | Розташування                                                                 | Останнє виверження |
| ------- | ---------- | ---------------------------------------------------------------------------- | ------------------ |
| Джексон | -880       | 32°18′0″ пн. ш. 90°10′19″ зх. д. / 32.30000° пн. ш. 90.17194° зх. д.         | 65 млн років тому  |
| Міднайт | -1110      | 3°2′56.54″ пн. ш. 90°34′24.58″ зх. д. / 3.0490389° пн. ш. 90.5734944° зх. д. | 66 млн років тому  |

## Міссурі
| Назва     | Висота (м) | Розташування                                                                    | Останнє виверження    |
| --------- | ---------- | ------------------------------------------------------------------------------- | --------------------- |
| Таум Саук | 540        | 37°31′43.68″ пн. ш. 90°47′10.32″ зх. д. / 37.5288000° пн. ш. 90.7862000° зх. д. | 1,485 млрд років тому |

## Невада
| Назва                                          | Висота (м) | Розташування                                                            | Останнє виверження          |
| ---------------------------------------------- | ---------- | ----------------------------------------------------------------------- | --------------------------- |
| Коттонвуд Кальдера                             |            |                                                                         | 15,70 млн років тому        |
| Флет (Південно-західне вулканічне поле Невади) | 963        | 36°47′0″ пн. ш. 116°34′0″ зх. д. / 36.78333° пн. ш. 116.56667° зх. д.   | 80 тис. років тому          |
| Кальдерний комплекс Індіан-Пік-Кальєнте        |            | 38°00′00″ пн. ш. 114°00′00″ зх. д. / 38.00000° пн. ш. 114.00000° зх. д. | 18 млн років тому           |
| Джесап                                         | 1387       | 39°56′0″ пн. ш. 118°52′0″ зх. д. / 39.93333° пн. ш. 118.86667° зх. д.   | Юрський період              |
| Вулканічне поле "Місячний кратер"              | 2255       | 38°0′0″ пн. ш. 116°0′0″ зх. д. / 38.00000° пн. ш. 116.00000° зх. д.     | 38 100 ± 10 тис. років тому |
| МакДермітт Кальдера                            | 2078       | 42°00′05″ пн. ш. 117°59′48″ зх. д. / 42.00139° пн. ш. 117.99667° зх. д. | 16,39 ± 0,02 млн років тому |
| Стімбоут Спрінгз                               | 1415       | 39°22′30″ пн. ш. 119°43′12″ зх. д. / 39.37500° пн. ш. 119.72000° зх. д. | 1,14 млн років тому         |
| Содові озера                                   | 1251       | 39°53′0″ пн. ш. 119°27′0″ зх. д. / 39.88333° пн. ш. 119.45000° зх. д.   | Голоцен                     |
| Кальдера Віргінської долини                    |            |                                                                         | 16,38 млн років тому        |
| Юкка                                           | 2044       | 36°56′0″ пн. ш. 116°29′0″ зх. д. / 36.93333° пн. ш. 116.48333° зх. д.   | 80 тис. років тому          |

## Нью-Гемпшир
| Назва      | Висота (м) | Розташування                                                          | Останнє виверження |
| ---------- | ---------- | --------------------------------------------------------------------- | ------------------ |
| Павтукавей | 308        | 43°06′39″ пн. ш. 71°11′11″ зх. д. / 43.11083° пн. ш. 71.18639° зх. д. | Крейдовий період   |
| Оссіпі     | 910        | 43°44′37″ пн. ш. 71°16′26″ зх. д. / 43.74361° пн. ш. 71.27389° зх. д. | Крейдовий період   |

## Нью-Джерсі
| Назва      | Висота (м) | Розташування                                                          | Останнє виверження |
| ---------- | ---------- | --------------------------------------------------------------------- | ------------------ |
| Рутан Хілл | 310        | 41°14′43″ пн. ш. 74°40′35″ зх. д. / 41.24528° пн. ш. 74.67639° зх. д. | Ордовицький період |

## Нью-Мексико
| Назва                     | Висота (м) | Розташування                                                            | Останнє виверження                 |
| ------------------------- | ---------- | ----------------------------------------------------------------------- | ---------------------------------- |
| Вулканічне полеАльбукерке | 1840       | 35°8′29″ пн. ш. 106°46′19″ зх. д. / 35.14139° пн. ш. 106.77194° зх. д.  | 70-170 тис. років тому             |
| Капулін                   | 2494       | 36°47′20″ пн. ш. 103°57′42″ зх. д. / 36.78889° пн. ш. 103.96167° зх. д. | 52-58 тис. років тому              |
| Каррізозо Мальпаїс        | 1731       | 33°46′48″ пн. ш. 105°55′48″ зх. д. / 33.78000° пн. ш. 105.93000° зх. д. | 3250 рік до н. е. ± 500 років тому |
| Серрос-дель-Ріо           | 664        | 35°42′0″ пн. ш. 106°12′0″ зх. д. / 35.70000° пн. ш. 106.20000° зх. д.   | 2,2 млн років тому                 |
| Джемез                    | 3525       | 35°52′48″ пн. ш. 106°31′48″ зх. д. / 35.88000° пн. ш. 106.53000° зх. д. | 50-60 тис. років тому              |
| Хорнада-дель-Муерто       | 1565       | 33°32′0″ пн. ш. 106°52′0″ зх. д. / 33.53333° пн. ш. 106.86667° зх. д.   | 760 тис. років тому                |
| Кілборн Хоул              | 1555       | 31°58′12″ пн. ш. 106°58′12″ зх. д. / 31.97000° пн. ш. 106.97000° зх. д. | 80 тис. років тому                 |
| Тейлор                    | 2445       | 35°14′19″ пн. ш. 107°36′30″ зх. д. / 35.23861° пн. ш. 107.60833° зх. д. | 1,5 млн років тому                 |
| Шипрок                    | 2188       | 36°41′15″ пн. ш. 108°50′10″ зх. д. / 36.68750° пн. ш. 108.83611° зх. д. | 27 млн років тому                  |
| Сьєрра-Бланка             | 3652       | 33°22′27″ пн. ш. 105°48′31″ зх. д. / 33.37417° пн. ш. 105.80861° зх. д. | 26 млн років тому                  |
| Валлес-Кальдера           | 3430       | 35°52′12″ пн. ш. 106°34′12″ зх. д. / 35.87000° пн. ш. 106.57000° зх. д. | 50-60 тис. років тому              |
| Зуні-Бандера              | 2550       | 34°48′0″ пн. ш. 108°0′0″ зх. д. / 34.80000° пн. ш. 108.00000° зх. д.    | 1170 рік до н. е. ± 300 років      |

## Північна Кароліна
| Назва                       | Висота (м) | Розташування                                                                | Останнє виверження |
| --------------------------- | ---------- | --------------------------------------------------------------------------- | ------------------ |
| Хіллсборо Кальдера          |            | 36°4′24″ пн. ш. 78°58′52″ зх. д. / 36.07333° пн. ш. 78.98111° зх. д.        | 630 млн років тому |
| Вулканічний центр гори Понд | 1518       | 36°34′29.1″ пн. ш. 81°39′10.7″ зх. д. / 36.574750° пн. ш. 81.652972° зх. д. | 760 млн років тому |

## Північні Маріанські Острови
| Назва                           | Висота (м) | Розташування                                                               | Останнє виверження |
| ------------------------------- | ---------- | -------------------------------------------------------------------------- | ------------------ |
| Агріган                         | 965        | 18°48′0″ пн. ш. 145°42′0″ сх. д. / 18.80000° пн. ш. 145.70000° сх. д.      | 1917               |
| Підводна гора Айї               | -137       | 20°25′12″ пн. ш. 145°1′48″ сх. д. / 20.42000° пн. ш. 145.03000° сх. д.     | 2023               |
| Аламаган                        | 744        | 17°36′0″ пн. ш. 145°49′48″ сх. д. / 17.60000° пн. ш. 145.83000° сх. д.     | 1887               |
| Анатахан                        | 788        | 16°21′0″ пн. ш. 145°40′12″ сх. д. / 16.35000° пн. ш. 145.67000° сх. д.     | 2008               |
| Асунсьон                        | 857        | 19°42′0″ пн. ш. 145°24′0″ сх. д. / 19.70000° пн. ш. 145.40000° сх. д.      | 1906               |
| Підводна гора Дайкоку           | -323       | 21°19′12″ пн. ш. 144°11′24″ сх. д. / 21.32000° пн. ш. 144.19000° сх. д.    | Голоцен            |
| Ейфуку                          | -1535      | 21°29′6″ пн. ш. 144°2′34.8″ сх. д. / 21.48500° пн. ш. 144.043000° сх. д.   | Голоцен            |
| Іст Діамант                     | -127       | 15°55′48″ пн. ш. 145°40′12″ сх. д. / 15.93000° пн. ш. 145.67000° сх. д.    | Голоцен            |
| Есмеральда Бенк                 | -43        | 15°0′0″ пн. ш. 145°15′0″ сх. д. / 15.00000° пн. ш. 145.25000° сх. д.       | Голоцен            |
| Фаральон-де-Пахарос             | 360        | 20°30′0″ пн. ш. 144°54′0″ сх. д. / 20.50000° пн. ш. 144.90000° сх. д.      | 1967               |
| Підводна гора Форкаст           | -1456      | 13°24′0″ пн. ш. 143°55′12″ сх. д. / 13.40000° пн. ш. 143.92000° сх. д.     | Голоцен            |
| Підводна гора Фукудзін          | -217       | 21°55′48″ пн. ш. 143°28′12″ сх. д. / 21.93000° пн. ш. 143.47000° сх. д.    | 1974               |
| Гугуан                          | 287        | 17°19′12″ пн. ш. 145°49′48″ сх. д. / 17.32000° пн. ш. 145.83000° сх. д.    | 1883               |
| Підводні гори Касуга            | -598       | 21°45′54″ пн. ш. 143°42′36″ сх. д. / 21.76500° пн. ш. 143.71000° сх. д.    | 1959               |
| Мауг                            | 227        | 20°1′12″ пн. ш. 145°13′12″ сх. д. / 20.02000° пн. ш. 145.22000° сх. д.     | Плейстоцен         |
| Північно-західна Рота-1         | -517       | 14°36′3.6″ пн. ш. 144°46′30″ сх. д. / 14.601000° пн. ш. 144.77500° сх. д.  | 2004               |
| Паган                           | 570        | 18°6′0″ пн. ш. 145°45′36″ сх. д. / 18.10000° пн. ш. 145.76000° сх. д.      | 2021               |
| Підводна гора Рубі              | -230       | 15°37′12″ пн. ш. 145°34′12″ сх. д. / 15.62000° пн. ш. 145.57000° сх. д.    | 2023               |
| Саріган                         | 538        | 16°42′28.8″ пн. ш. 145°46′48″ сх. д. / 16.708000° пн. ш. 145.78000° сх. д. | невідомо           |
| Підводна гора X                 | -1230      | 13°15′0″ пн. ш. 144°1′12″ сх. д. / 13.25000° пн. ш. 144.02000° сх. д.      | Голоцен            |
| Підводна гора Південний Саріган | -184       | 16°34′48″ пн. ш. 145°46′48″ сх. д. / 16.58000° пн. ш. 145.78000° сх. д.    | 2010               |
| Сапплай Ріф                     | -8         | 20°7′48″ пн. ш. 145°6′0″ сх. д. / 20.13000° пн. ш. 145.10000° сх. д.       | 1989               |
| Зеландія Банк                   | 0          | 16°52′48″ пн. ш. 145°51′0″ сх. д. / 16.88000° пн. ш. 145.85000° сх. д.     | Голоцен            |

## Орегон
| Назва                           | Висота (м) | Розташування                                                                      | Останнє виверження             |
| ------------------------------- | ---------- | --------------------------------------------------------------------------------- | ------------------------------ |
| Бачелор                         | 2763       | 43°58′45.90″ пн. ш. 121°41′18.63″ зх. д. / 43.9794167° пн. ш. 121.6885083° зх. д. | 5800 до н. е. ± 750 років      |
| Лиса Гора Кальдера              |            | 43°25′0″ пн. ш. 121°25′0″ зх. д. / 43.41667° пн. ш. 121.41667° зх. д.             | 3,4-4,6 млн років тому         |
| Бейлі                           | 2551       | 43°9′18.52″ пн. ш. 122°13′11.98″ зх. д. / 43.1551444° пн. ш. 122.2199944° зх. д.  | 11-100 тис. років тому         |
| Белнап                          | 2095       | 44°17′05.80″ пн. ш. 121°50′32.04″ зх. д. / 44.2849444° пн. ш. 121.8422333° зх. д. | 480 рік н. е.                  |
| Блек Батт                       | 1962       | 44°23′59.0″ пн. ш. 121°38′07.7″ зх. д. / 44.399722° пн. ш. 121.635472° зх. д.     | близько 1,43 млн років тому    |
| Блу-Лейк                        | 1230       | 44°24′40″ пн. ш. 121°46′26″ зх. д. / 44.41111° пн. ш. 121.77389° зх. д.           | 680 рік н. е. ± 200 років      |
| Брокен Топ                      | 2800       | 44°04′58″ пн. ш. 121°41′59″ зх. д. / 44.08278° пн. ш. 121.69972° зх. д.           | близько 100 тис. років тому    |
| Браун                           | 2238       | 42°21′36″ пн. ш. 122°16′12″ зх. д. / 42.36000° пн. ш. 122.27000° зх. д.           | 12-60 тис. років тому          |
| Сіннамон Батт                   | 1956       | 43°14′28″ пн. ш. 122°06′29″ зх. д. / 43.24111° пн. ш. 122.10806° зх. д.           | 4855-9000 р. до н.е            |
| Базальтова група річки Колумбія | 1630       |                                                                                   | 6 млн років тому               |
| Крейтер (Мазама)                | 2487       | 42°55′48″ пн. ш. 122°7′12″ зх. д. / 42.93000° пн. ш. 122.12000° зх. д.            | 2850 рік до н. е.              |
| Крива річка Кальдера            |            | 44°18′0″ пн. ш. 120°54′0″ зх. д. / 44.30000° пн. ш. 120.90000° зх. д.             | 29,5 млн років тому            |
| Алмазні кратери                 | 1450       | 43°6′0″ пн. ш. 118°42′0″ зх. д. / 43.10000° пн. ш. 118.70000° зх. д.              | 5610 до н. е. ± 470 років      |
| Алмазний Пік                    | 2665       | 43°31′14.5″ пн. ш. 122°08′58.5″ зх. д. / 43.520694° пн. ш. 122.149583° зх. д.     | 11-100 тис. років тому         |
| Форт Рок                        | 1716       | 43°22′27″ пн. ш. 121°04′08″ зх. д. / 43.37417° пн. ш. 121.06889° зх. д.           | 13,5-18 тис. років тому        |
| Грей Батт                       | 5108       | 44°30′0″ пн. ш. 121°18′0″ зх. д. / 44.50000° пн. ш. 121.30000° зх. д.             | 29,5 млн років тому            |
| Маунт-Гуд                       | 3426       | 45°22′24.65″ пн. ш. 121°41′45.31″ зх. д. / 45.3735139° пн. ш. 121.6959194° зх. д. | 1866                           |
| Джекі Батт                      | 1418       | 42°36′22″ пн. ш. 117°35′20″ зх. д. / 42.60611° пн. ш. 117.58889° зх. д.           | Голоцен                        |
| Джефферсон                      | 3199       | 44°42′0″ пн. ш. 121°48′0″ зх. д. / 44.70000° пн. ш. 121.80000° зх. д.             | 950 рік н. е.                  |
| Джордан                         | 1400       | 43°08′49″ пн. ш. 117°27′36″ зх. д. / 43.14694° пн. ш. 117.46000° зх. д.           | 1250 рік до н. е. або пізніше  |
| Мейден Пік                      | 2380       | 43°37′37″ пн. ш. 121°57′50″ зх. д. / 43.62694° пн. ш. 121.96389° зх. д.           | Плейстоцен                     |
| МакДермітт Кальдера             | 2078       | 42°00′05″ пн. ш. 117°59′48″ зх. д. / 42.00139° пн. ш. 117.99667° зх. д.           | 16,39 ± 0,02 млн років тому    |
| Махогані                        | 1989       | 43°14′06″ пн. ш. 117°15′21″ зх. д. / 43.23500° пн. ш. 117.25583° зх. д.           | 15,5 млн років тому            |
| Маклафлін                       | 2894       | 42°26′40.10″ пн. ш. 122°18′56.23″ зх. д. / 42.4444722° пн. ш. 122.3156194° зх. д. | 20-30 тис. років тому          |
| Середня Сестра                  | 3063       | 44°9′0″ пн. ш. 121°47′0″ зх. д. / 44.15000° пн. ш. 121.78333° зх. д.              | 14 тис. років тому             |
| Ньюберрі Кальдера               | 2434       | 43°42′0″ пн. ш. 121°30′0″ зх. д. / 43.70000° пн. ш. 121.50000° зх. д.             | 690 рік н. е. ± 100 років      |
| Північна Сестра                 | 3075       | 44°10′0″ пн. ш. 121°46′0″ зх. д. / 44.16667° пн. ш. 121.76667° зх. д.             | 46 тис. років тому             |
| Олаллі Батт                     | 2200       | 44°49′18.1″ пн. ш. 121°45′50.2″ зх. д. / 44.821694° пн. ш. 121.763944° зх. д.     | 11 тис. років тому             |
| Пелікан Батт                    | 2450       | 42°30′36″ пн. ш. 122°3′36″ зх. д. / 42.51000° пн. ш. 122.06000° зх. д.            | 11 тис. років тому або раніше  |
| Рокі Батт                       | 187        | 45°32′48″ пн. ш. 122°33′57″ зх. д. / 45.54667° пн. ш. 122.56583° зх. д.           | 30-90 тис. років тому          |
| Раунд Батт                      |            | 44°30′0″ пн. ш. 121°0′0″ зх. д. / 44.50000° пн. ш. 121.00000° зх. д.              |                                |
| Седдл Батт                      | 1700       | 43°0′0″ пн. ш. 117°48′0″ зх. д. / 43.00000° пн. ш. 117.80000° зх. д.              | 90-430 тис. років тому         |
| Південна Сестра                 | 3158       | 44°6′0″ пн. ш. 121°46′0″ зх. д. / 44.10000° пн. ш. 121.76667° зх. д.              | 50 рік до н. е.                |
| Строуберрі                      |            | 44°12′0″ пн. ш. 118°48′0″ зх. д. / 44.20000° пн. ш. 118.80000° зх. д.             | 12,5-16,2 млн. років тому      |
| Сільванія                       | 298        | 45°26′17″ пн. ш. 122°43′21″ зх. д. / 45.43806° пн. ш. 122.72250° зх. д.           | 1 млн років тому або раніше    |
| Табор                           |            | 45°30′46″ пн. ш. 122°35′33″ зх. д. / 45.51278° пн. ш. 122.59250° зх. д.           | 300 тис. років тому або раніше |
| Тільсен                         | 2800       | 43°09′10.21″ пн. ш. 122°03′59.45″ зх. д. / 43.1528361° пн. ш. 122.0665139° зх. д. | 290 тис. років тому            |
| Трипалий Джек                   | 2390       | 44°28′42″ пн. ш. 121°50′29″ зх. д. / 44.47833° пн. ш. 121.84139° зх. д.           | 40-80 тис. років тому          |
| Тауер                           |            |                                                                                   | 22 млн років тому              |
| Вашингтон                       | 2376       | 44°19′55″ пн. ш. 121°50′13″ зх. д. / 44.33194° пн. ш. 121.83694° зх. д.           | 700 рік н. е.                  |
| Вайлдкет Кальдера               |            |                                                                                   | 36 млн років тому              |

## Техас
| Назва     | Висота (м) | Розташування                                                          | Останнє виверження                  |
| --------- | ---------- | --------------------------------------------------------------------- | ----------------------------------- |
| Пілот Ноб | 169        | 30°09′43″ пн. ш. 97°42′22″ зх. д. / 30.16194° пн. ш. 97.70611° зх. д. | 79-83 млн років тому (Пізня крейда) |
| Форт Інге | 125        | 29°10′52″ пн. ш. 99°45′58″ зх. д. / 29.18111° пн. ш. 99.76611° зх. д. | Еоцен або можливо Міоцен            |

## Юта
| Назва                                   | Висота (м) | Розташування                                                            | Останнє виверження              |
| --------------------------------------- | ---------- | ----------------------------------------------------------------------- | ------------------------------- |
| Болд-Нолл                               | 2135       | 37°19′41″ пн. ш. 112°24′29″ зх. д. / 37.32806° пн. ш. 112.40806° зх. д. | 300 тис. років тому або пізніше |
| Вулканічне поле Блек-Рок-Дезерт         | 1800       | 38°58′12″ пн. ш. 112°30′00″ зх. д. / 38.97000° пн. ш. 112.50000° зх. д. | 1290 рік н. е. ± 150 років      |
| Фумарол Батт                            | 1609       | 39°36′54″ пн. ш. 112°48′11″ зх. д. / 39.61500° пн. ш. 112.80306° зх. д. | 900 тис. років тому             |
| Кальдерний комплекс Індіан-Пік-Кальєнте |            | 38°00′00″ пн. ш. 114°00′00″ зх. д. / 38.00000° пн. ш. 114.00000° зх. д. | 18 млн років тому               |
| Вулканічне поле Мерісвейл               | 3694       | 38°30′00″ пн. ш. 112°30′00″ зх. д. / 38.50000° пн. ш. 112.50000° зх. д. | 19 млн років тому               |
| Вулканічне поле плато Маркагунт         | 2840       | 37°37′01″ пн. ш. 112°49′30″ зх. д. / 37.61694° пн. ш. 112.82500° зх. д. | 1050 рік н. е.                  |
| Вулканічне поле Санта Клара             | 1465       | 37°15′25″ пн. ш. 113°37′30″ зх. д. / 37.25694° пн. ш. 113.62500° зх. д. | 32 тис. років тому              |

## Вірджинія
| Назва                     | Висота (м) | Розташування                                                          | Останнє виверження               |
| ------------------------- | ---------- | --------------------------------------------------------------------- | -------------------------------- |
| Мол Хілл                  | 577        | 38°26′55″ пн. ш. 78°57′12″ зх. д. / 38.44861° пн. ш. 78.95333° зх. д. | 47 млн років тому (ранній еоцен) |
| Трімбл Ноб                | 952        | 38°24′17″ пн. ш. 79°35′16″ зх. д. / 38.40472° пн. ш. 79.58778° зх. д. | 35 млн років тому (пізній еоцен) |
| Вулканічний центр Роджерс | 1750       | 36°39′35″ пн. ш. 81°32′40″ зх. д. / 36.65972° пн. ш. 81.54444° зх. д. | 760 млн років тому (тоній)       |
| Беттл                     | 354        | 38°39′26″ пн. ш. 78°3′36″ зх. д. / 38.65722° пн. ш. 78.06000° зх. д.  | 704 млн років тому (кріогеній)   |

## Вашингтон
| Назва                          | Висота (м) | Розташування                                                                  | Останнє виверження                         |
| ------------------------------ | ---------- | ----------------------------------------------------------------------------- | ------------------------------------------ |
| Беттл Граунд Лейк              | 229        | 45°48′19″ пн. ш. 122°39′29″ зх. д. / 45.80528° пн. ш. 122.65806° зх. д.       | 105 тис. років тому                        |
| Блек Баттс                     | 2857       | 48°46′09″ пн. ш. 121°51′10″ зх. д. / 48.76917° пн. ш. 121.85278° зх. д.       | 300-500 тис. років тому                    |
| Адамс                          | 3743       | 46°12′09″ пн. ш. 121°29′27″ зх. д. / 46.20250° пн. ш. 121.49083° зх. д.       | 500 років до н. е. ± 1000 років            |
| Бейкер                         | 3285       | 48°46′38″ пн. ш. 121°48′48″ зх. д. / 48.77722° пн. ш. 121.81333° зх. д.       | 1880                                       |
| Глейшер-Пік                    | 3213       | 48°06′45″ пн. ш. 121°06′50″ зх. д. / 48.11250° пн. ш. 121.11389° зх. д.       | 1700 ± 100 років                           |
| Гоат Рокс                      | 2494       | 46°30′0″ пн. ш. 121°27′0″ зх. д. / 46.50000° пн. ш. 121.45000° зх. д.         | 500 тис. років тому                        |
| Індіан Хевен                   | 1513       | 45°55′48″ пн. ш. 121°49′12″ зх. д. / 45.93000° пн. ш. 121.82000° зх. д.       | ~6250 рік до н. е.                         |
| Лон Батт                       | 1457       | 46°03′16″ пн. ш. 121°50′21″ зх. д. / 46.05444° пн. ш. 121.83917° зх. д.       | 80 або 140 тис. років тому ± 10 000 років  |
| Мармурова гора-Траут-Крік-Хілл | 1378       | 45°54′0″ пн. ш. 122°0′0″ зх. д. / 45.90000° пн. ш. 122.00000° зх. д.          | ~7700 років тому                           |
| Рейнір                         | 4392       | 46°51′11″ пн. ш. 121°45′35″ зх. д. / 46.85306° пн. ш. 121.75972° зх. д.       | 1894                                       |
| Сент-Геленс                    | 2550       | 46°11′28″ пн. ш. 122°11′39″ зх. д. / 46.19111° пн. ш. 122.19417° зх. д.       | 2008                                       |
| Сай                            | 1270       | 47°30′27″ пн. ш. 121°44′24″ зх. д. / 47.50750° пн. ш. 121.74000° зх. д.       | від крейдового періоду до юрського періоду |
| Пінакл Пік                     | 549        | 47°10′25″ пн. ш. 121°58′24″ зх. д. / 47.17361° пн. ш. 121.97333° зх. д.       |                                            |
| Сілвер Стар                    | 1330       | 45°44′51.8″ пн. ш. 122°14′20.5″ зх. д. / 45.747722° пн. ш. 122.239028° зх. д. | плутон утворився 20 млн років тому         |
| Сімко                          | 1954       | 46°6′0″ пн. ш. 120°54′0″ зх. д. / 46.10000° пн. ш. 120.90000° зх. д.          | 631 тис. ± 27 тис. років тому              |
| Траут-Крік-Хілл                | 890        | 45°50′11″ пн. ш. 121°59′41″ зх. д. / 45.83639° пн. ш. 121.99472° зх. д.       | 340 тис. років тому                        |
| Тумтум                         | 611        | 45°56′03″ пн. ш. 122°20′13″ зх. д. / 45.93417° пн. ш. 122.33694° зх. д.       | 70 тис. років тому                         |
| Вест Кратер                    | 1329       | 45°52′48″ пн. ш. 122°4′48″ зх. д. / 45.88000° пн. ш. 122.08000° зх. д.        | 5750 рік до н. е.                          |
| Вайт-Чак-Сіндер-Кон            | 1830       | 48°3′0″ пн. ш. 121°10′12″ зх. д. / 48.05000° пн. ш. 121.17000° зх. д.         | 2-17 тис. років тому                       |

## Вайомінг
| Назва                               | Висота (м) | Розташування                                                            | Останнє виверження                                                               |
| ----------------------------------- | ---------- | ----------------------------------------------------------------------- | -------------------------------------------------------------------------------- |
| Вулканічне поле Єллоустонське плато | 2805       | 44°28′16″ пн. ш. 110°30′07″ зх. д. / 44.47111° пн. ш. 110.50194° зх. д. | 70 тис. років тому (магматичний) / 1350 р. до н.е. ± 200 років (гідротермальний) |

## Дивись також
- Програма глобального вулканізму
- Категорія:Списки вулканів